# Långsjön, Tyresta
Långsjön är en insjö i Tyresta nationalpark i Tyresö kommun. Sjön ingår i Åvaåns sjösystem.
Tillrinning till sjön sker från Trehörningen och avrinning sker till Mörtsjön, varifrån avrinningen fortsätter via Stensjön, Lanan, Nedre Dammen, och Åvaån till Åvaviken i Östersjön. Vid provfiske har abborre, gädda och mört fångats i sjön.

## Delavrinningsområde
Långsjön ingår i delavrinningsområde (656648-164228) som SMHI kallar för Utloppet av Långsjön. Medelhöjden är 56 meter över havet och ytan är 1,73 kvadratkilometer. Det finns inga avrinningsområden uppströms utan avrinningsområdet är högsta punkten. Vattendraget som avvattnar avrinningsområdet har biflödesordning 2, vilket innebär att vattnet flödar genom totalt 2 vattendrag innan det når havet efter 6 kilometer. Avrinningsområdet består mestadels av skog (91 procent). Avrinningsområdet har 0,63 kvadratkilometer vattenytor vilket ger det en sjöprocent på 3,8 procent.

## Bilder

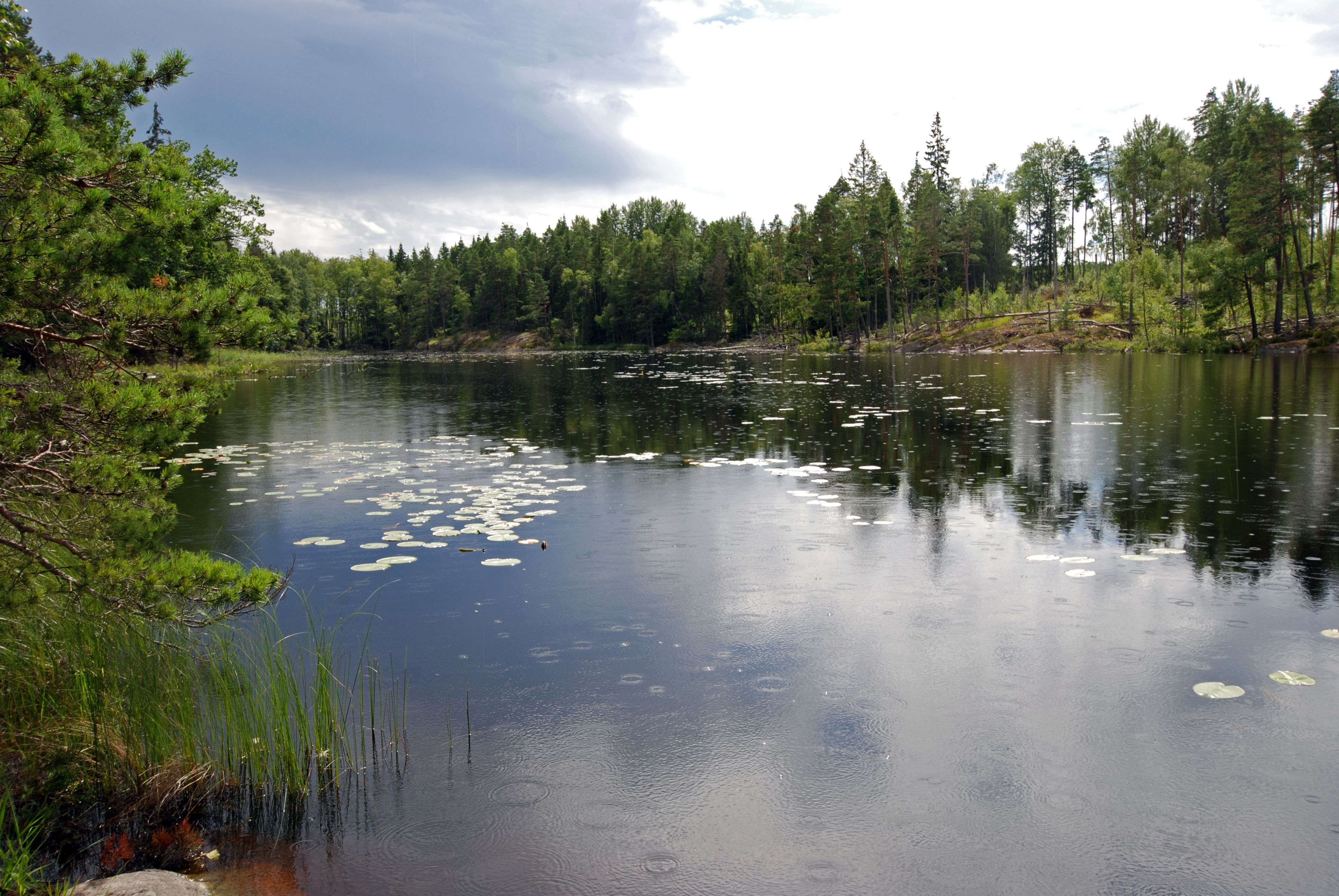
Södra delen av sjön.
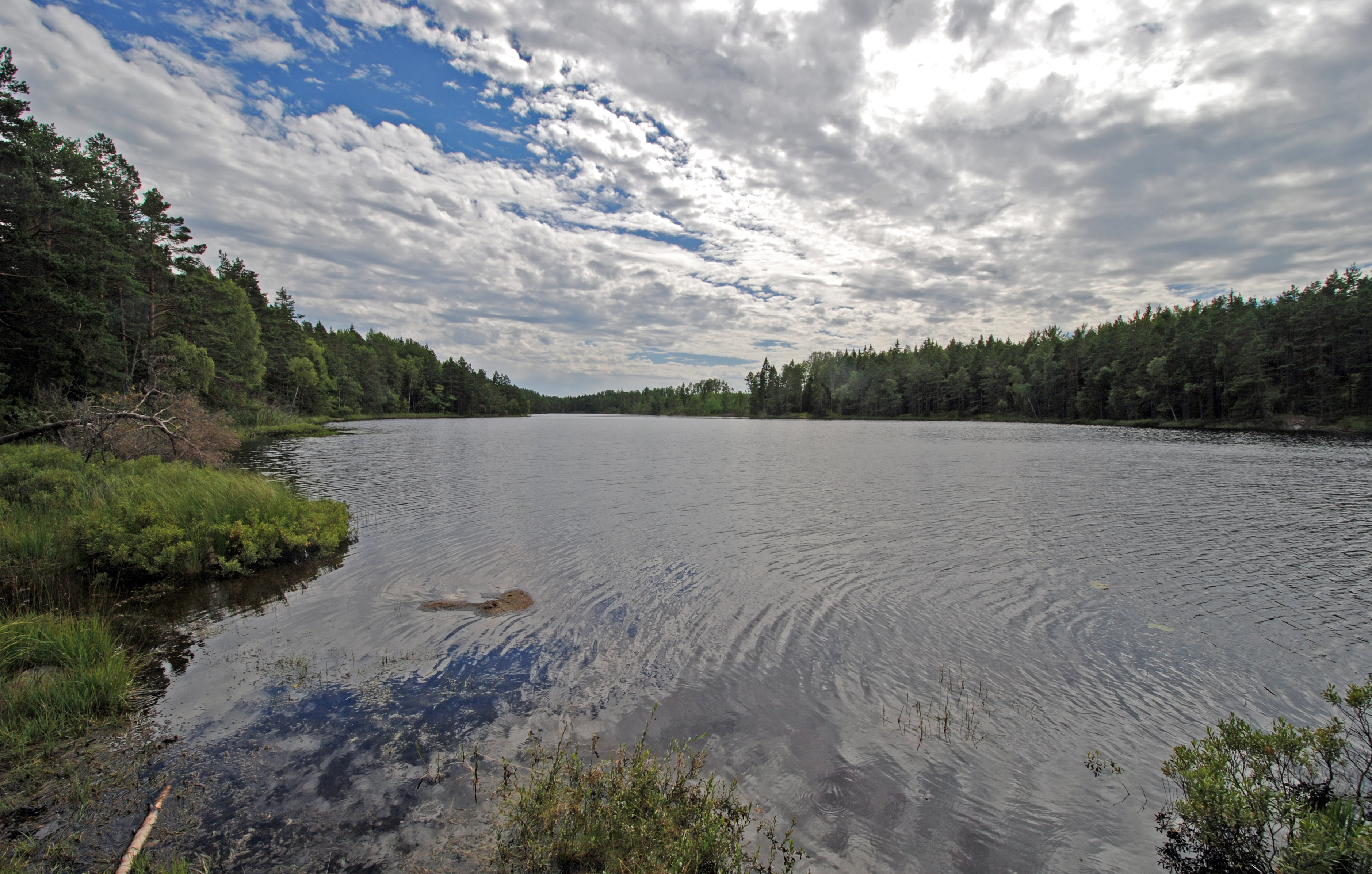
Vy söderut från norra delen.
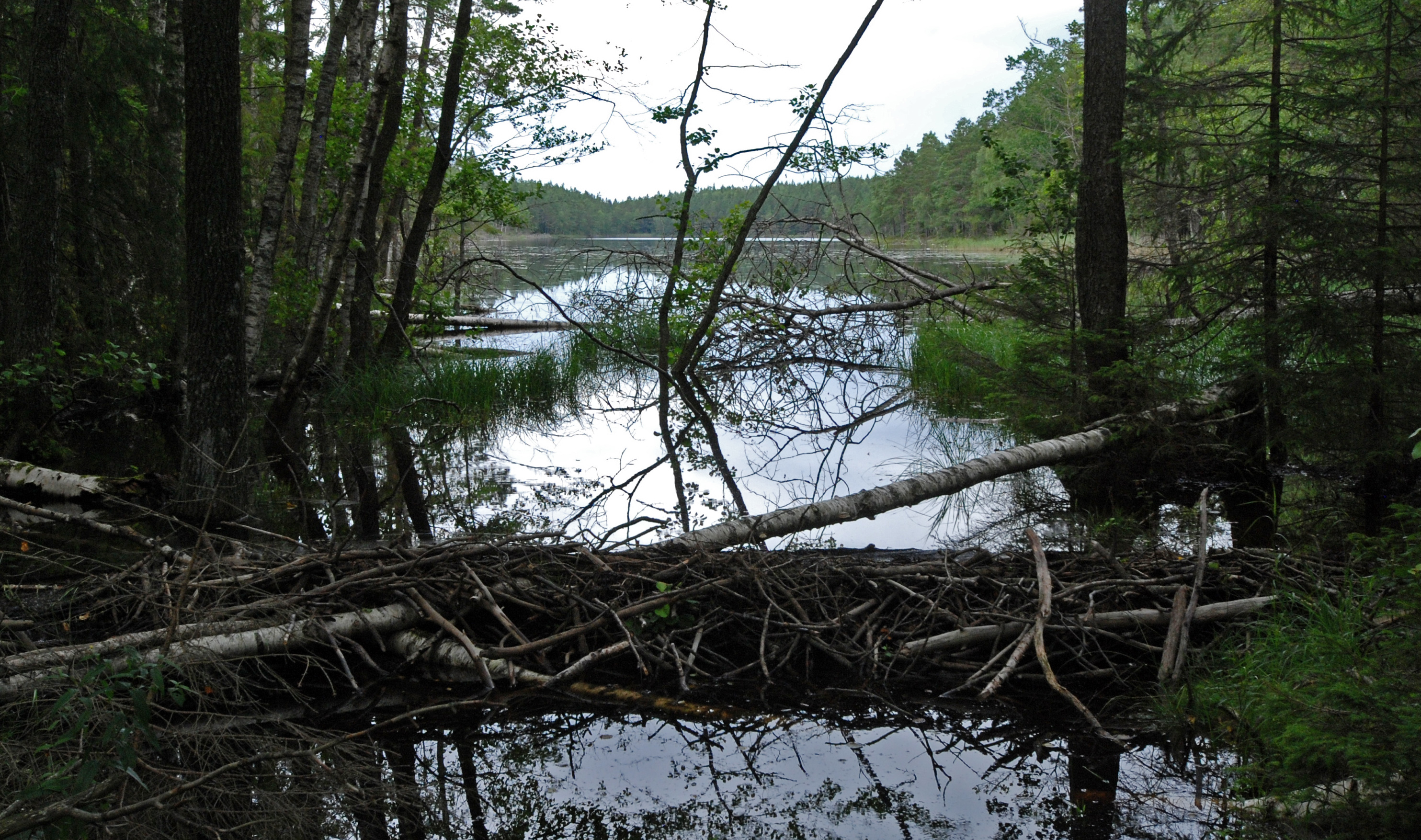
Utloppet vid södra spetsen.
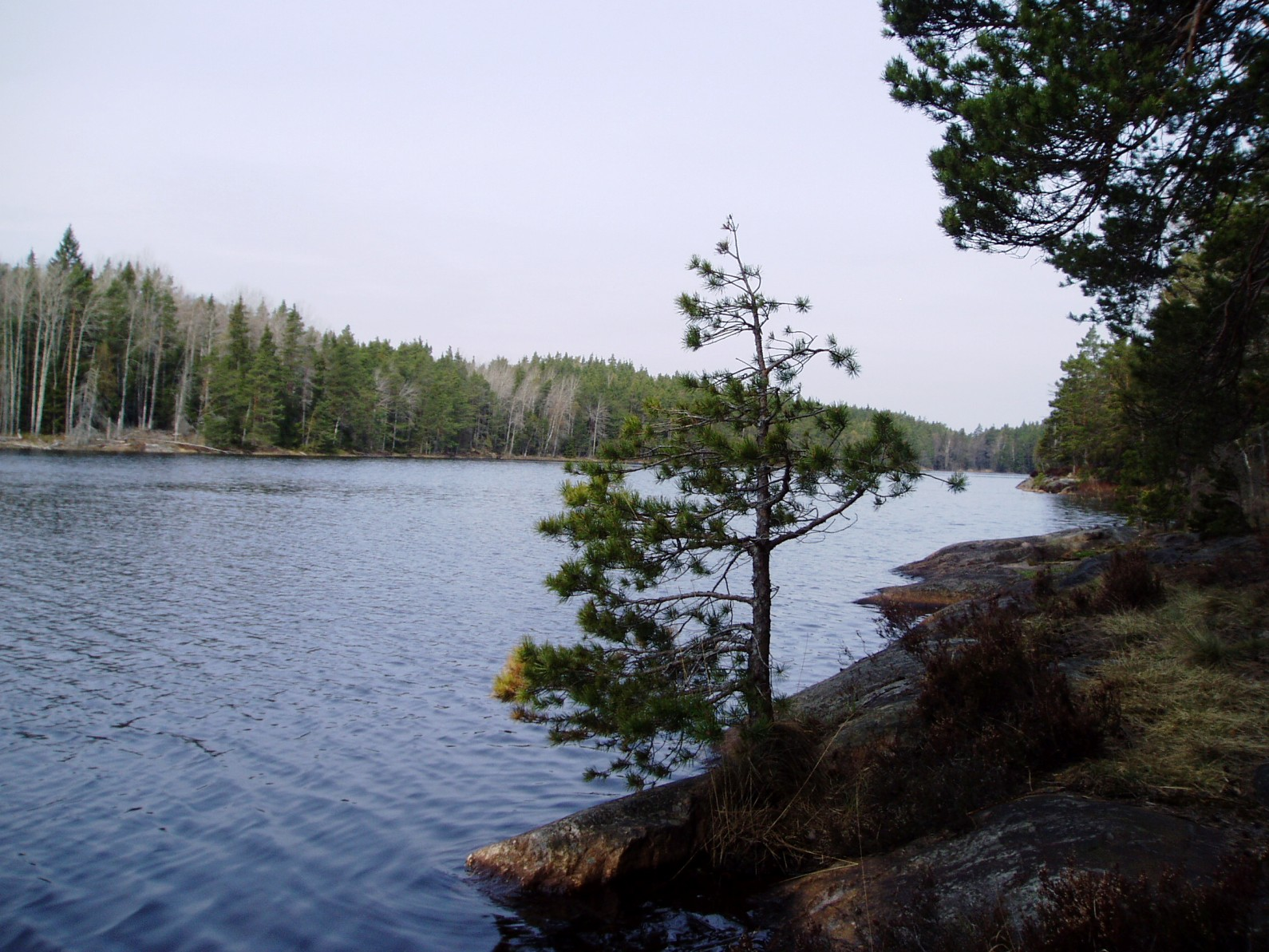
Långsjön 2010.